# Olaf Kobacki
Olaf Kobacki (Poznań, 2001. július 10. –) lengyel korosztályos válogatott labdarúgó, a Arka Gdynia csatárja.

## Pályafutása

### Klubcsapatokban
Kobacki a lengyelországi Poznań városában született. Az ifjúsági pályafutását a helyi Lech Poznań csapatában kezdte, majd 2017-ben az Atalanta akadémiájánál folytatta.
2021-ben mutatkozott be az Atalanta felnőtt keretében. A 2021–22-es szezonban a lengyel másodosztályban szereplő Arka Gdynia csapatát erősítette kölcsönben. A lehetőséggel élve, 2022. július 1-jén az Arka Gdyniához igazolt. Négy nappal később az első osztályú Miedź Legnicához csatlakozott szintén kölcsönben. Először a 2022. július 17-ei, Radomiak ellen 1–1-es döntetlennel zárult mérkőzés 82. percében, Maciej Śliwa cseréjeként lépett pályára. Első gólját 2022. szeptember 5-én, a Piast Gliwice ellen idegenben 2–1-re elvesztett találkozón szerezte meg.

### A válogatottban
Kobacki az U16-os, az U17-es, az U18-as és az U20-as korosztályú válogatottakban is képviselte Lengyelországot.

## Statisztikák
2023. július 21. szerint
| Klub                       | Szezon   | Osztály     | Bajnokság | Bajnokság | Kupa és Ligakupa | Kupa és Ligakupa | Nemzetközi | Nemzetközi | Összesen | Összesen |
| Klub                       | Szezon   | Osztály     | Meccs     | Gól       | Meccs            | Gól              | Meccs      | Gól        | Meccs    | Gól      |
| -------------------------- | -------- | ----------- | --------- | --------- | ---------------- | ---------------- | ---------- | ---------- | -------- | -------- |
| Arka Gdynia (kölcsönben)   | 2021–22  | I Liga      | 27        | 6         | 1                | 0                | —          | —          | 28       | 6        |
| Miedź Legnica (kölcsönben) | 2022–23  | Ekstraklasa | 24        | 1         | 1                | 0                | —          | —          | 25       | 1        |
| Arka Gdynia                | 2023–24  | I Liga      | 1         | 1         | 0                | 0                | —          | —          | 1        | 1        |
| Összesen                   | Összesen | Összesen    | 52        | 8         | 2                | 0                | 0          | 0          | 54       | 8        |